# Olympische Sommerspiele 1980/Leichtathletik – Marathon (Männer)

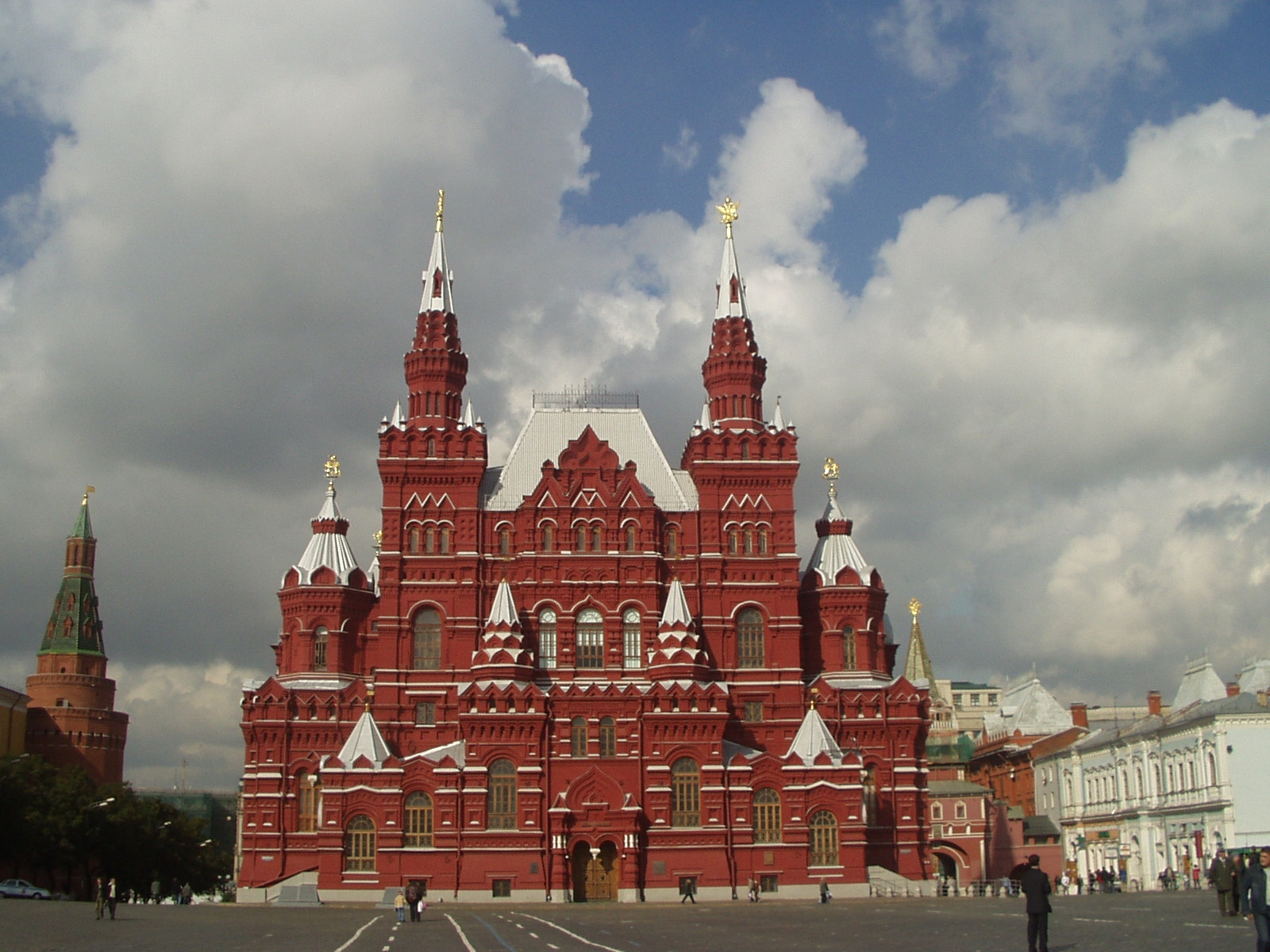
Das Staatliche Historische Museum am Roten Platz in Moskau

Der Marathonlauf der Männer bei den Olympischen Spielen 1980 in Moskau wurde am 1. August 1980 ausgetragen. Start und Ziel war das Olympiastadion Luschniki. 76 Athleten nahmen teil, von denen 53 das Ziel erreichten.
Olympiasieger wurde wie schon vier Jahre zuvor Waldemar Cierpinski aus der DDR. Er gewann vor dem Niederländer Gerard Nijboer und Satymkul Dschumanasarow aus der Sowjetunion.
Neben dem Olympiasieger gingen für die DDR Jürgen Eberding und Hans-Joachim Truppel an den Start. Truppel beendete das Rennen auf Platz elf, Eberding auf Platz 21.

Der Schweizer Josef Peter wurde Vierzigster, der Österreicher Josef Steiner belegte Rang 39.

Läufer aus Liechtenstein nahmen nicht teil. Athleten aus der Bundesrepublik Deutschland waren wegen des Olympiaboykotts ebenfalls nicht dabei.

## Bestehende Rekorde/Bestleistungen
Offizielle Rekorde wurden damals in dieser Disziplin außer bei Meisterschaften und Olympischen Spielen aufgrund der unterschiedlichen Streckenbeschaffenheiten nicht geführt.
| Weltbestzeit       | 2:08:33,6 h | Derek Clayton ( Australien) | Antwerpen, Belgien  | 30. Mai 1969  |
| Olympischer Rekord | 2:09:55,0 h | Waldemar Cierpinski ( DDR)  | OS Montreal, Kanada | 31. Juli 1976 |

Der bestehende olympische Rekord wurde bei diesen Spielen nicht erreicht. Olympiasieger Waldemar Cierpinski verfehlte seinen eigenen Rekord um 1:08 min. Zur Weltbestzeit fehlten ihm 2:29,4 min.

## Streckenführung
Das Rennen wurde im Olympiastadion Luschniki gestartet. Nach Verlassen des Stadions führte die Strecke am linken Ufer der Moskwa in Richtung Nordosten. Es ging vorbei an der Christ-Erlöser-Kathedrale und der Großen Steinernen Brücke bis zur Südseite des Kreml. Am Roten Platz verlief die Route über die Große Moskwa-Brücke auf die künstliche Insel, die durch den Bau des Wasserumleitungskanals entstanden war. Weiter ging es einem Bogen über die Insel in Richtung Südosten, bis sie an der Südspitze wieder verlassen wurde. Der Kurs folgte nun weiter dem Fluss, bis kurz hinter der Novospassky-Brücke der Wendepunkt erreicht wurde. Auf dem gleichen Weg ging es wieder zurück zum Stadion. Dort lag wie bei den anderen Laufwettbewerben auf der Bahn das Ziel dieses Rennens.

## Rennverlauf und Endergebnis

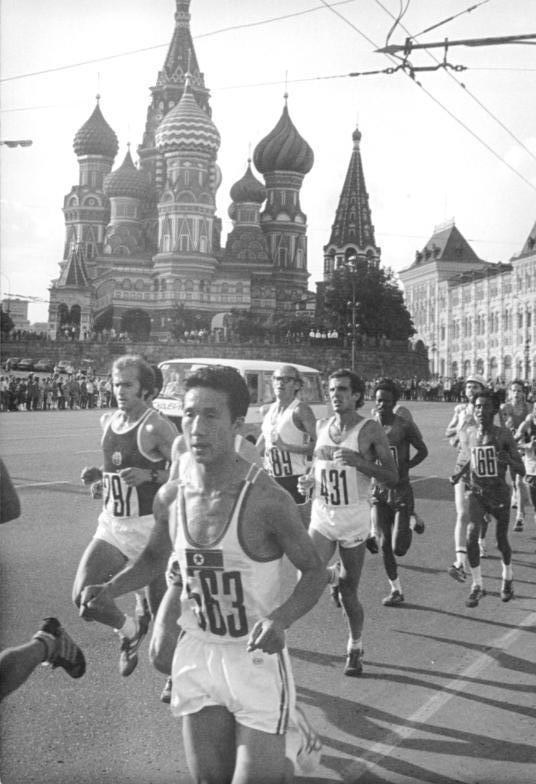
Rennszene auf dem Roten Platz: Waldemar Cierpinski (297), Chun-son Koh (563), Ferenc Szekeres (mit Brille), Dereje Nedi (166)

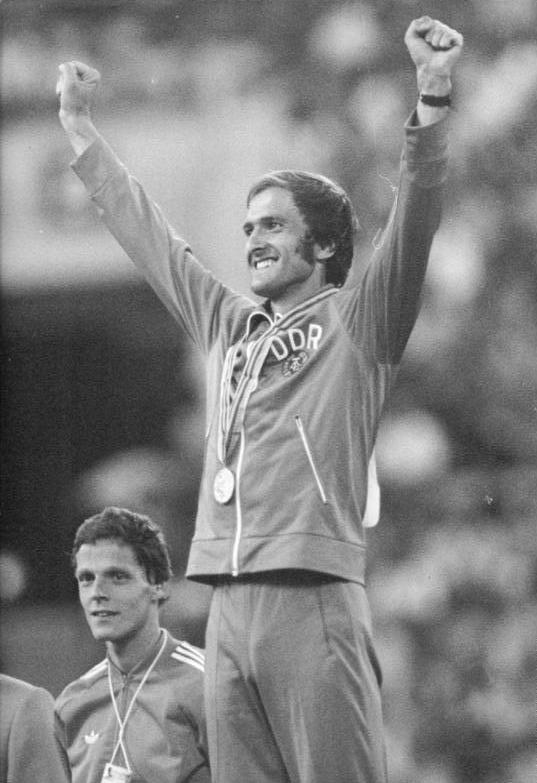
Siegerehrung: Olympiasieger Waldemar Cierpinski, links neben ihm Silbermedaillengewinner Gerard Nijboer

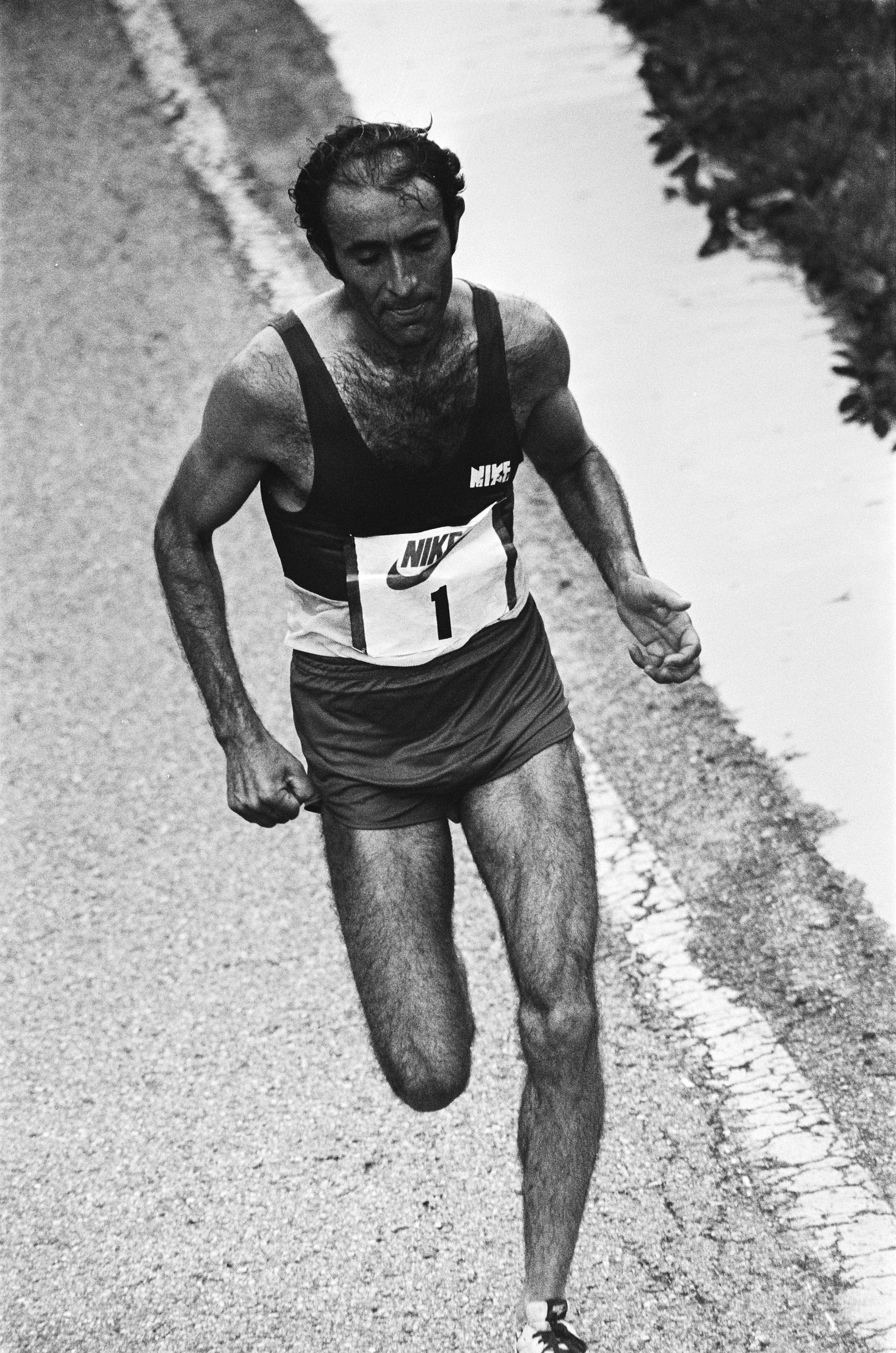
Der Olympiasechste Rodolfo Gómez

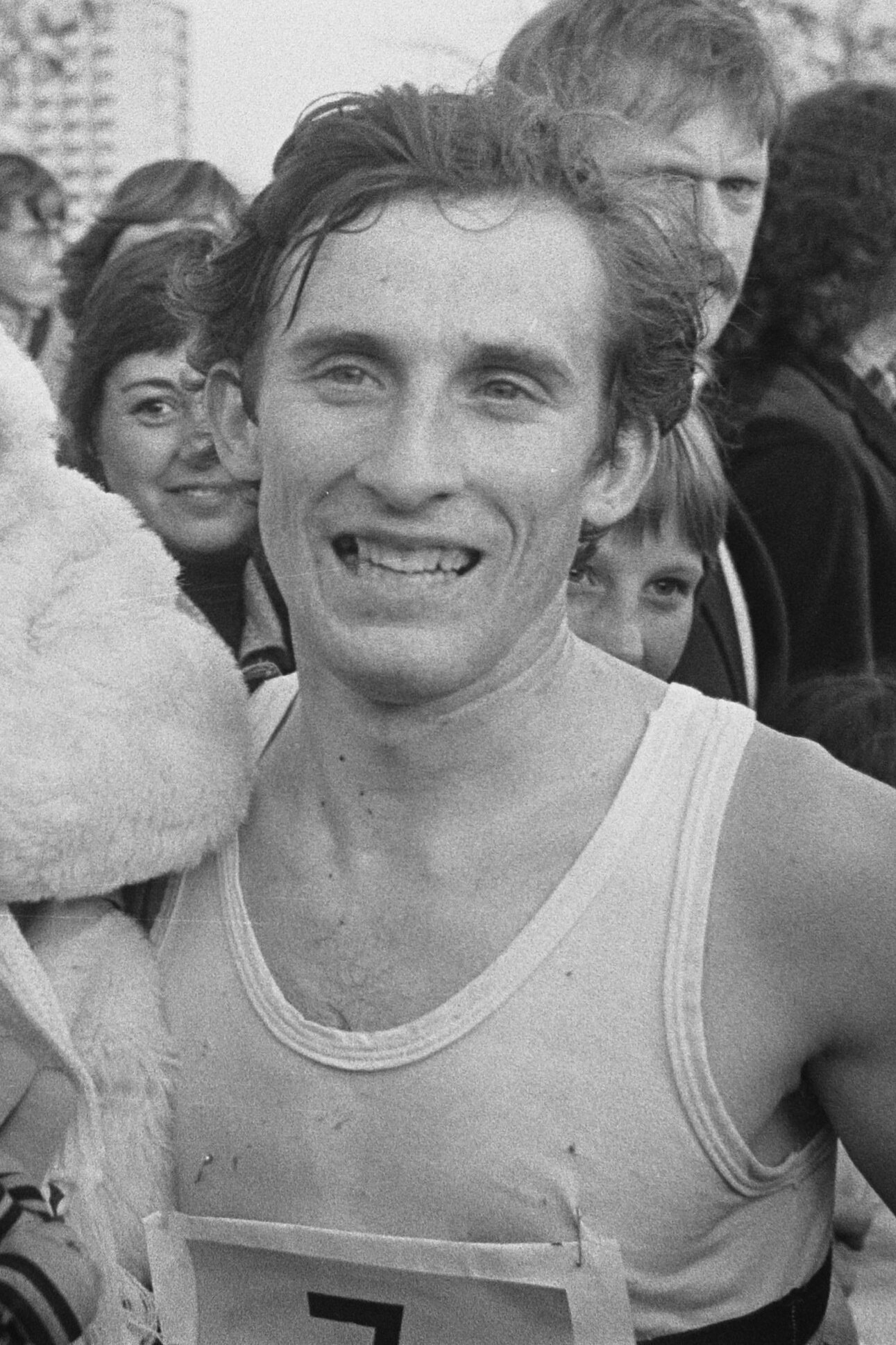
Karel Lismont – 1972 Olympiazweiter und 1976 Olympiadritter – kam auf den neunten Platz

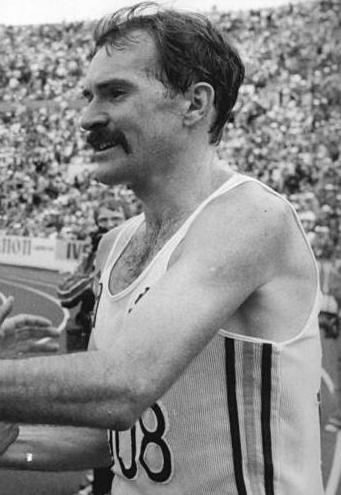
Der zehntplatzierte Robert de Castella

Datum: 1. August 17:15 1980, Uhr Ortszeit (UTC+3)
| Platz | Name                     | Nation              | Zeit        |
| ----- | ------------------------ | ------------------- | ----------- |
| 1     | Waldemar Cierpinski      | DDR                 | 2:11:03,0 h |
| 2     | Gerard Nijboer           | Niederlande         | 2:11:20,0 h |
| 3     | Satymkul Dschumanasarow  | Sowjetunion         | 2:11:35,0 h |
| 4     | Uladsimir Kotau          | Sowjetunion         | 2:12:05,0 h |
| 5     | Leonid Mossejew          | Sowjetunion         | 2:12:14,0 h |
| 6     | Rodolfo Gómez            | Mexiko              | 2:12:39,0 h |
| 7     | Dereje Nedi              | Äthiopien           | 2:12:44,0 h |
| 8     | Massimo Magnani          | Italien             | 2:13:12,0 h |
| 9     | Karel Lismont            | Belgien             | 2:13:27,0 h |
| 10    | Robert de Castella       | Australien          | 2:14:31,0 h |
| 11    | Hans-Joachim Truppel     | DDR                 | 2:14:55,0 h |
| 12    | Ferenc Szekeres          | Ungarn              | 2:15:18,0 h |
| 13    | Marc Smet                | Belgien             | 2:16:00,0 h |
| 14    | Emmanuel Ndiemandoi      | Tansania            | 2:16:47,0 h |
| 15    | Gidamis Shahanga         | Tansania            | 2:16:47,0 h |
| 16    | Anacleto Pinto           | Portugal            | 2:17:04,0 h |
| 17    | Domingo Tibaduiza        | Kolumbien           | 2:17:06,0 h |
| 18    | Henri Schoofs            | Belgien             | 2:17:28,0 h |
| 19    | Kjell-Erik Ståhl         | Schweden            | 2:17:44,0 h |
| 20    | Michalis Kousis          | Griechenland        | 2:18:02,0 h |
| 21    | Jürgen Eberding          | DDR                 | 2:18:04,0 h |
| 22    | Eleuterio Antón          | Spanien             | 2:18:16,0 h |
| 23    | Leodigard Martin         | Tansania            | 2:18:21,0 h |
| 24    | Moges Alemayehu          | Äthiopien           | 2:18:40,0 h |
| 25    | Jules Randrianarivelo    | Madagaskar          | 2:19:23,0 h |
| 26    | Zbigniew Pierzynka       | Polen               | 2:20:03,8 h |
| 27    | Koh Chun-son             | Nordkorea           | 2:20:08,0 h |
| 28    | Chris Wardlaw            | Australien          | 2:20:42,0 h |
| 29    | Li Jong-hyong            | Nordkorea           | 2:21:10,0 h |
| 30    | Tommy Persson            | Schweden            | 2:21:11,0 h |
| 31    | Hari Chand               | Indien              | 2:22:08,0 h |
| 32    | Håkan Spik               | Finnland            | 2:22:24,0 h |
| 33    | Choe Chang-sop           | Nordkorea           | 2:22:42,0 h |
| 34    | Luis Barbosa             | Kolumbien           | 2:22:58,0 h |
| 35    | Marco Marchei            | Italien             | 2:23:21,0 h |
| 36    | Vincent Rakabaele        | Lesotho             | 2:23:29,0 h |
| 37    | Baikuntha Manandhar      | Nepal               | 2:23:51,0 h |
| 38    | Richard Hooper           | Irland              | 2:23:53,0 h |
| 39    | Josef Steiner            | Österreich          | 2:24:24,0 h |
| 40    | Josef Peter              | Schweiz             | 2:24:53,0 h |
| 41    | Cor Vriend               | Niederlande         | 2:26:41,0 h |
| 42    | Patrick Hooper           | Irland              | 2:30:28,0 h |
| 43    | Buumba Halwand           | Sambia              | 2:36:51,0 h |
| 44    | Issa Chetoui             | Libyen              | 2:38:01,0 h |
| 45    | Mukunda Hari Shrestha    | Nepal               | 2:38:52,0 h |
| 46    | Baba Ibrahim Suma-Keita  | Sierra Leone        | 2:41:20,0 h |
| 47    | Soe Khin                 | Birma               | 2:41:41,0 h |
| 48    | Damiano Musonda          | Sambia              | 2:42:11,0 h |
| 49    | Enemri Najem Al-Marghani | Libyen              | 2:42:27,0 h |
| 50    | Nguyễn Quyễn             | Vietnam             | 2:44:37,0 h |
| 51    | Tapfumaneyi Jonga        | Simbabwe            | 2:47:17,0 h |
| 52    | Emmanuel M’Pioh          | Volksrepublik Kongo | 2:48:17,0 h |
| 53    | Abel Nkhoma              | Simbabwe            | 2:53:35,0 h |
| DNF   | Kebede Balcha            | Äthiopien           |             |
| DNF   | Gerard Barrett           | Australien          |             |
| DNF   | Dave Black               | Großbritannien      |             |
| DNF   | Jean-Michel Charbonnel   | Frankreich          |             |
| DNF   | Patrick Chiwala          | Sambia              |             |
| DNF   | Nabil Choueiri           | Libanon             |             |
| DNF   | Bernie Ford              | Großbritannien      |             |
| DNF   | Radamès González         | Kuba                |             |
| DNF   | Kenneth Hlasa            | Lesotho             |             |
| DNF   | Göran Högberg            | Schweden            |             |
| DNF   | Josef Jánský             | Tschechoslowakei    |             |
| DNF   | Jouni Kortelainen        | Finnland            |             |
| DNF   | Jørn Lauenborg           | Dänemark            |             |
| DNF   | Abdelmadjid Mada         | Algerien            |             |
| DNF   | Ryszard Marczak          | Polen               |             |
| DNF   | Albert Marie             | Seychellen          |             |
| DNF   | Andrzej Sajkowski        | Polen               |             |
| DNF   | Shivnath Singh           | Indien              |             |
| DNF   | Ian Thompson             | Großbritannien      |             |
| DNF   | Lasse Virén              | Finnland            |             |
| DNF   | Vlastimil Zwiefelhofer   | Tschechoslowakei    |             |
| DNS   | Loswell Ngoma            | Simbabwe            |             |
| DNS   | John Treacy              | Irland              |             |

Durch den Olympiaboykott waren zwei der besten Marathonläufer – Bill Rodgers aus den USA und Toshihiko Seko aus Japan – nicht dabei. Der Olympiasieger von 1976 Waldemar Cierpinski aus der DDR dagegen war auch hier wieder am Start. Er wurde nicht mehr ganz so stark eingeschätzt, gehörte aber zum Kreis der Anwärter auf eine vordere Platzierung. Seit seinem Sieg in Montreal hatte er zwar von neun Marathonläufen vier gewonnen, doch bei den wichtigen Rennen wie dem Fukuoka-Marathon und den Europameisterschaften 1978 verpasste er die Siege. Darüber hinaus wurden dem amtierenden Europameister Leonid Mossejew, UdSSR, sowie dem belgischen EM-Dritten und Olympiadritten von 1976 Karel Lismont gute Chancen eingeräumt.
Bei warmen Bedingungen blieb das Feld lange beisammen. Bei Kilometer 25 hatte sich der Mexikaner Rodolfo Gómez abgesetzt. Ihm folgte eine Gruppe von acht Läufern unter anderem mit dem Niederländer Gerard Nijboer, Cierpinski sowie den drei sowjetischen Athleten Mossejew, Uladsimir Kotau und Satymkul Dschumanasarow. Nach weiteren ca. acht Kilometern löste Cierpinski sich aus der Verfolgergruppe und schloss zu Gómez auf, der nun jedoch Cierpinskis Tempo nicht mehr folgen konnte und sich in die Verfolgergruppe mit vier verbliebenen Läufern einreihte. Cierpinski lief weiter alleine an der Spitze, während die Verfolger mit Nijboer, Dschumanasarow und Kotau bald nur noch zu dritt waren, Bei Kilometer vierzig verlor dann auch Kotau nach und nach den Anschluss. Waldemar Cierpinski verteidigte seinen Vorsprung bis ins Ziel und wurde Olympiasieger. Mit siebzehn Sekunden Rückstand gewann Gerard Nijboer die Silbermedaille, nachdem er zuvor auch seinen letzten Begleiter Satymkul Dschumanasarow abgehängt hatte, der fünfzehn Sekunden hinter dem Niederländer zu Bronze lief. Auf Rang vier und fünf folgten die beiden sowjetischen Läufer Kotau und Mossejew. Gómez wurde am Ende Sechster.
Nach dem Äthiopier Abebe Bikila, Goldmedaillengewinner von 1960 und 1964, war Waldemar Cierpinski der zweite Marathonläufer, der seinen Olympiasieg wiederholen konnte.

Gerard Nijboer gewann die erste Medaille im Marathonlauf für die Niederlande.

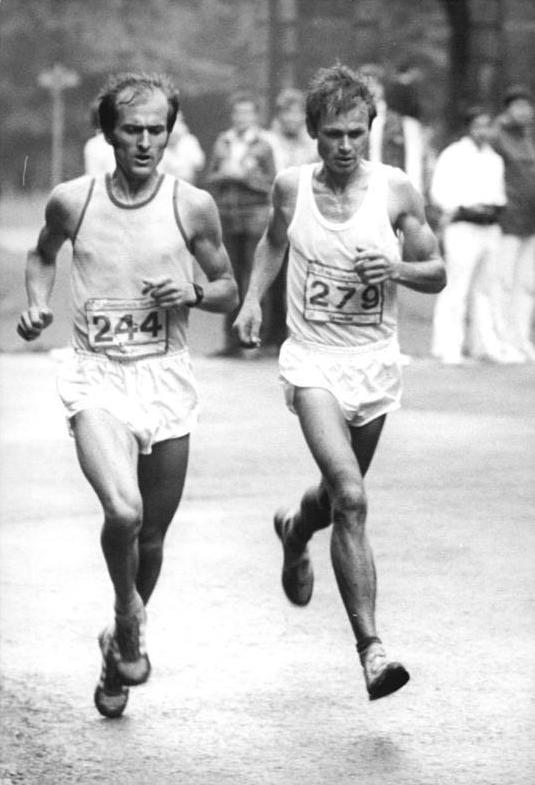
Joachim Truppel (rechts), am Ende Elfter, mit Olympiasieger Waldemar Cierpinski
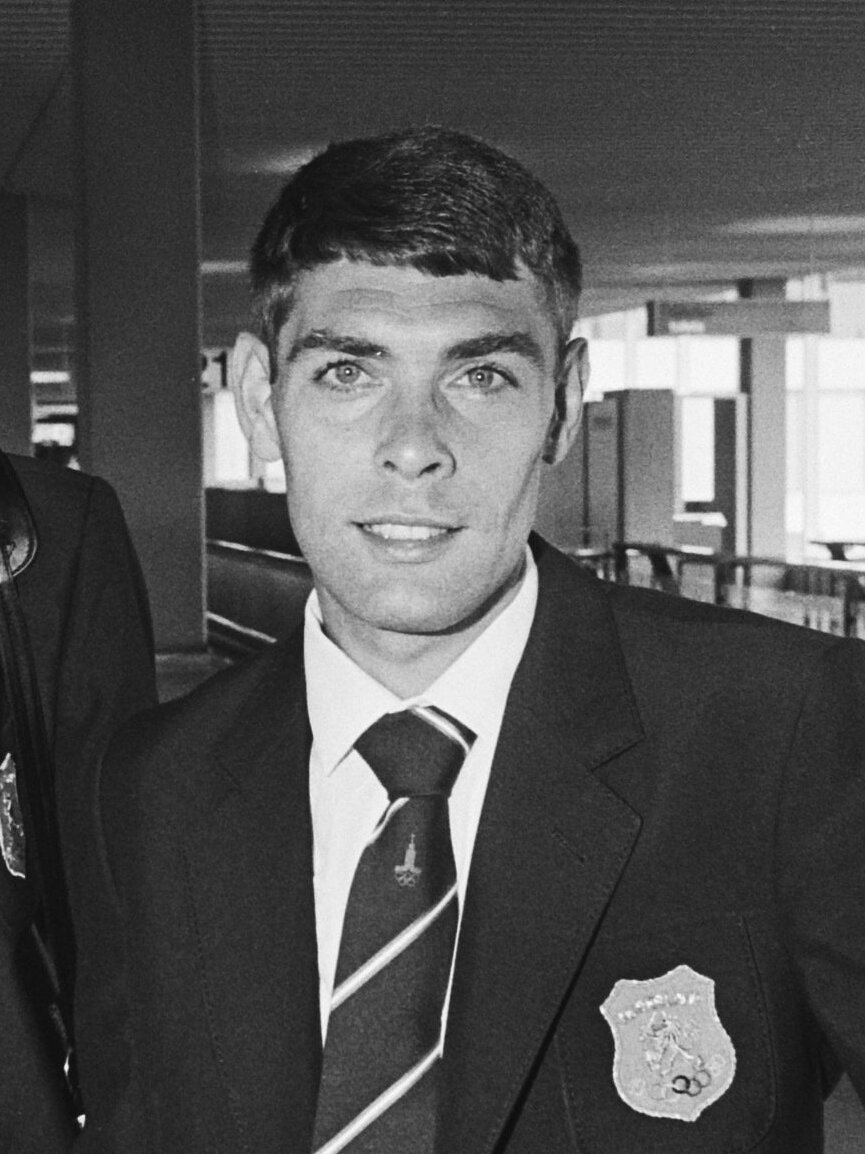
Cor Vriend wurde 41.
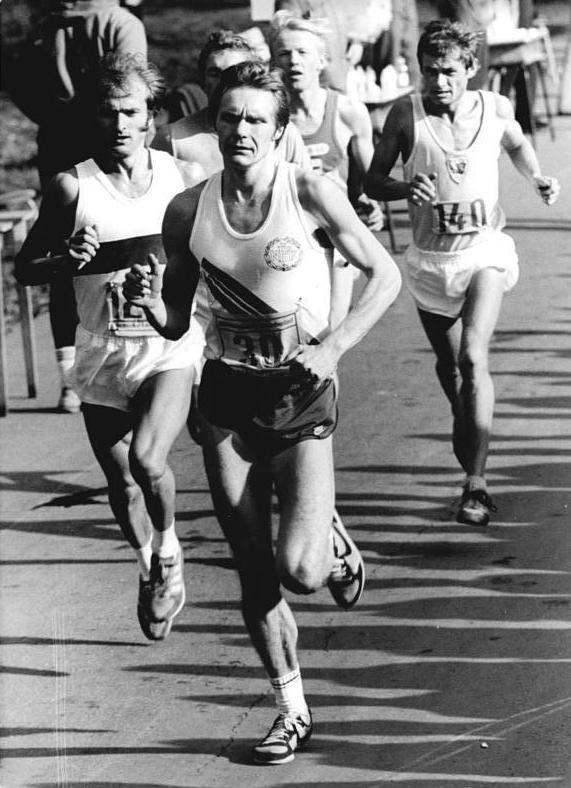
Jouni Kortelainen (hinten links) erreichte nicht das Ziel
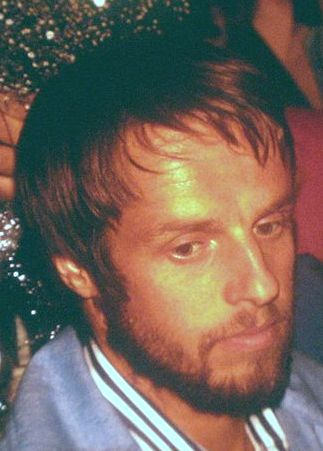
Lasse Virén versuchte sich auch hier noch einmal im Marathonlauf, musste das Rennen jedoch aufgeben

## Videolinks
- Waldemar Cierpinski wins his second Marathon - Moscow 1980 Olympics, youtube.com, abgerufen am 28. Oktober 2021
- 1980 Olympic Marathon in Moscow, youtube.com, abgerufen am 26. Dezember 2017